# Laxa (Einheit)
Laxa war ein historisches Stück- und Zählmaß. In den Regionen Batavia wurde das Maß im Handel mit Mauersteinen und Dachziegeln verwendet.
- 1 Laxa = 10.000 Stück